# Albertson Van Zo Post
Albertson Van Zo Post (28. července 1866 New York - 23. ledna 1938 New York) byl kubánský šermíř, který získal na 3. letních olympijských hrách 1904 v Saint Louis celkem pět medailí, z toho dvě zlaté. Některé prameny včetně oficiálních internetových stránek ČOV ho uvádějí jako Američana.
Van Zo Post pocházel z rodiny Kubánců, kteří byli již dlouhou dobu usazeni v New Yorku. Byl synem plukovníka armády Unionistů, který byl zraněn v bitvě u Antietamu 17. září 1862. Byl členem šermířského klubu New York Fencers Club a jako jeden z mála se stal mistrem USA ve všech třech základních šermířských disciplínách. Byl mistrem v šermu fleretem 1895, v šermu kordem 1896 a trojnásobným mistrem v šermu šavlí v letech 1901 - 1903.
Na olympiádě 1904 zvítězil v šermu fleretem družstev a v dnes neznámém šermu holí, byl druhým v šermu fleretem jednotlivců a třetí v kordu a šavli. Van Zo Post se účastnil i olympijských her roku 1912 ve Stockholmu, ale v žádné ze tří zbraní se neprobojoval mezi finalisty. Tehdy již závodil v týmu USA.

## Van Zo Post na olympijských hrách 1904, Saint Louis

### Fleret jednotlivci
V soutěži startovalo 12 závodníků ze tří zemí. V semifinálové skupině Zo Post porazil tři Američany - Townsenda, Carstense a Grebeho, prohrál jen s Kubáncem Fonstem. Ve finálovém klání čtyř nejlepších šermířů dosáhl vítězný Kubánec Ramón Fonst 3 vítězství, druhý Albertson Van Zo Post 2 vítězství, bronzový byl třetí Kubánec Charles Tatham, kterého některé prameny uvádějí jako Američana.

### Fleret družstva
V soutěži startovala dvě tříčlenná družstva, zvítězila Kuba ve složení Ramón Fonst, Albertson Van Zo Post a Manuel Diaz Martinez před kombinovaným celkem USA a Kuby (vzhledem k tomu, že někteří sportovní historikové pokládají Van Zo Posta a Tathama za Američany, je někde uváděno naopak vítězství kombinovaného týmu a druhé místo USA). Kuba vyhrála finálové (a jediné) utkání v poměru 7:2.

### Kord jednotlivci
V kordu soutěžilo jedenáct závodníků ze tří zemí a dominovali opět Kubánci. Zvítězil Ramón Fonst před Charlesem Tathamem a Albertsonem Van Zo Postem.

### Šavle jednotlivci
Šermovalo jen šest závodníků ze tří zemí. Zvítězil Manuel Diaz Martinez z Kuby, druhý byl Američan William Grebe, bronzový skončil Albertson Van Zo Post.

### Šerm holí
Jedinkrát se v historii olympijských her šermovalo holí. Olympijským vítězem se stal mezi šesti závodníky ze čtyř zemí Albertson Van Zo Post , druhý byl William Scott O'Connor (USA), třetí další Američan William Grebe. Karel Procházka uvádí pořadí na druhém a třetím místě opačně, jde zřejmě o chybu.

## Van Zo Post na olympijských hrách 1912, Stockholm

### Fleret jednotlivci
Startovalo 104 šermířů ze 16 zemí. Ve Stockholmu bylo Zo Postovi již 46 let. Ve fleretu jednotlivců byl ve své skupině v prvním kole čtvrtý a statistikové ho uvádějí celkově na 48. místě. Soutěž vyhrál Ital Nedo Nadi před svým krajanem Pietrem Specialem a Rakušanem Richardem Verderberem.

### Kord jednotlivci
Startovalo údajně 122 sportovců ze 16 zemí. V soutěži šermu kordem byl Albertson Van Zo Post také vyřazen v kvalifikaci a je mu připisováno 42. místo. V soutěži zvítězil Paul Anspach z Belgie, druhý byl Dán Ivan Osiier, třetí další Belgičan Philippe Le Hardy de Beaulieu.

### Kord družstva
Kordisté v roce 1912 šermovali i v družstvech, jichž startovalo 11 (81 závodníků). Zvítězila Belgie před Velkou Británií a Nizozemskem, USA, v jejichž barvách startoval Albertson Van Zo Post, skončily na posledním místě (složení - W. Bowman, S. Breckinridge, G. Breed, S. Hall, J. MacLaughlin a A. Van Zo Post).

### Šavle jednotlivci
Startovalo 63 závodníků z 11 zemí, zvítězil Jenö Fuchs z Maďarska před svými krajany Bélou Békéssym a Ervinem Mészárosem. Albertson Van Zo Post byl ve své kvalifikační skupině v prvním kolem čtvrtý a byl klasifikován na 48. místě.